# Karl Philipp (Politiker)

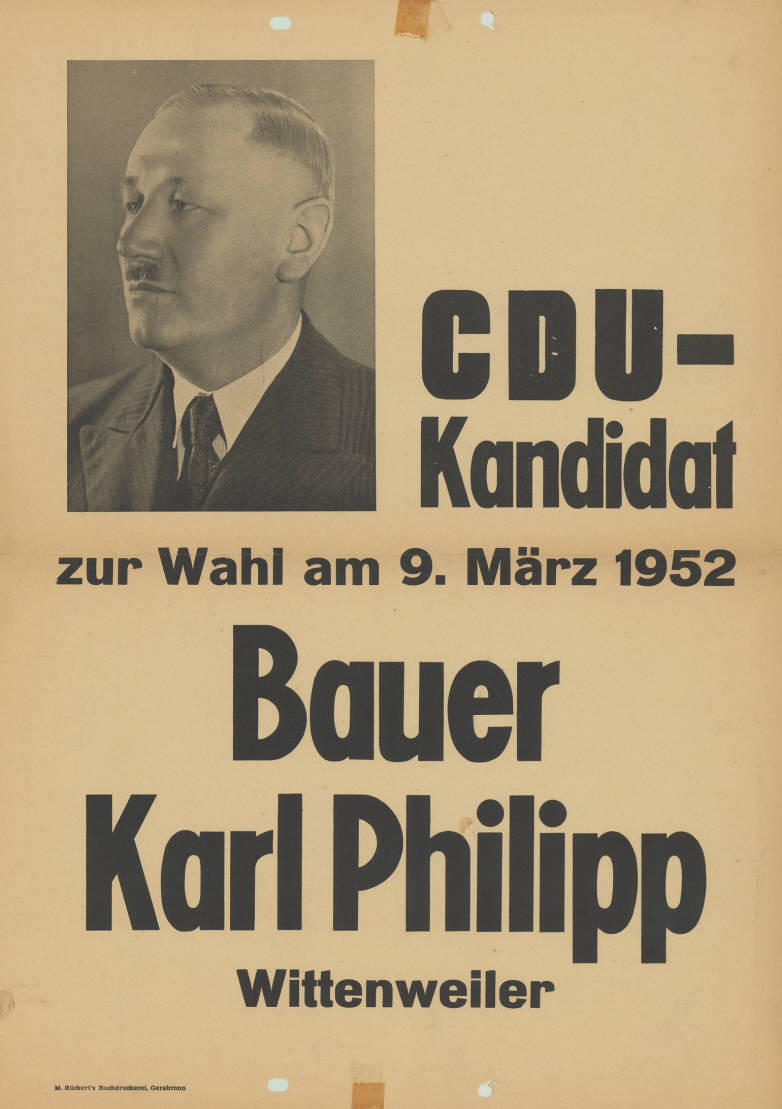
Karl Philipp auf einem Landtagswahlplakat 1952

Karl Philipp (* 2. Mai 1901 in Wittenweiler; † 21. Juli 1966 in Murrhardt) war ein deutscher Landwirt und Politiker (NSDAP, CDU).

## Leben
Philipp absolvierte eine landwirtschaftliche Ausbildung und war später als selbständiger Landwirt in Wittenweiler tätig. Er beschäftigte sich vor allem mit der Rinderzucht und engagierte sich im Genossenschaftswesen. Zum 15. Mai 1925 trat er der NSDAP bei (Mitgliedsnummer 6.015), der er zunächst bis 1926 angehörte und in die er am 1. Mai 1933 unter Beibehaltung seiner alten Mitgliedsnummer erneut eintrat. Von 1938 bis 1939 war er Leiter der NSDAP-Ortsgruppe Blaufelden. Er wurde 1933 Kreisbauernführer im Oberamt Gerabronn und 1934 zum Kreisbauernführer für Hohenlohe-Franken ernannt. Von 1935 bis 1945 übernahm er die Leitung der Hauptabteilung III (Markt) der Landesbauernschaft Württemberg im Reichsnährstand mit Sitz in Stuttgart. Darüber hinaus war er von 1933 bis 1945 Vorsitzender des Landesverbandes württembergischer Rinderzüchter sowie des Fleckviehzuchtverbandes Franken-Hohenlohe mit Sitz in Schwäbisch Hall. Als Mitglied der SS war er seit 1938 SS-Untersturmführer. 1939 wurde er zum SS-Obersturmführer befördert.
Nach dem Zweiten Weltkrieg wurde Philipp im Mai 1945 von einer amerikanischen Militärbehörde interniert und bis November 1947 in Gewahrsam genommen. Im Zuge der Entnazifizierung wurde er in einem Spruchkammerverfahren im März 1947 als „Minderbelasteter“ eingestuft und zu einem Strafgeld von 15.000 Reichsmark sowie zu 90 Tagen Sonderarbeit verurteilt.
Philipp war nach 1945 Vorsitzender des Ausschusses für Tierzucht (Abteilung Rinder) der Deutschen Landwirtschafts-Gesellschaft und fungierte als Preisrichter auf DLG-Schauen. Von 1952 bis 1966 war er Vorsitzender der Arbeitsgemeinschaft baden-württembergischer Tierzuchtverbände und von 1958 bis 1966 Vorsitzender des württembergischen bzw. baden-württembergischen Verbandes für Milchleistungsprüfungen.
Philipp trat in die CDU ein und wurde in den Kreistag des Landkreises Crailsheim gewählt. Von 1952 bis 1953 war er Mitglied der Verfassunggebenden Landesversammlung und danach bis 1960 für den Wahlkreis Crailsheim Abgeordneter des Landtages von Baden-Württemberg.
Am 21. Juli 1966 starb er während einer Zugfahrt auf der Bahnstrecke von Crailsheim nach Stuttgart an Herzversagen.